# حومان زفتي
حومان زفتيّ أو عوينة زفتية أو حومانة قارية (الاسم العلمي Bituminaria bituminosa)، نبات بري معمر من الفصيلة البقولية.

## الوصف النباتي
النبات مُتفاوت المظهر، (مُفَشْكَل) تارة يعلو حوالي 60 سم، ومنتصب طورًا يتخطى ارتفاعه المتر بكثير. أوراقه طويلة الأعناق. أزهاره متراصة التجميع لا تكون أبدًا صفراء. طول الزهرة حوالي 25 سم. التاج أزرق اللون البنفسي. يزهر من نيسان إلى تموز في الحقول والكروم والأراضي المُهملة وهو أليف الكلس.

## الموئل والانتشار
ينتشر واطنا في معظم مناطق حوض البحر الأبيض المتوسط، بما فيها بلاد الشام والمغرب العربي وتركيا وجنوب أوروبا، وحوض البحر الأسود.
في لبنان سجل وجوده في مناطق نهر القاسمية، الحازمية، أنطلياس، عاليه، المختارة، كسارة، تعنايل، زحلة. في سوريا سجل وجوده في مناطق نهر أبرش، تلكلخ، حريم، سرمدا، بانياس.
إن الحومان الزفتي الذي له رائحة الزفت والحومان البندقي الورق هما نوعان لم يزلا يُستخدمان في الطب في عددٍ من البلدان.

## معرض الصور

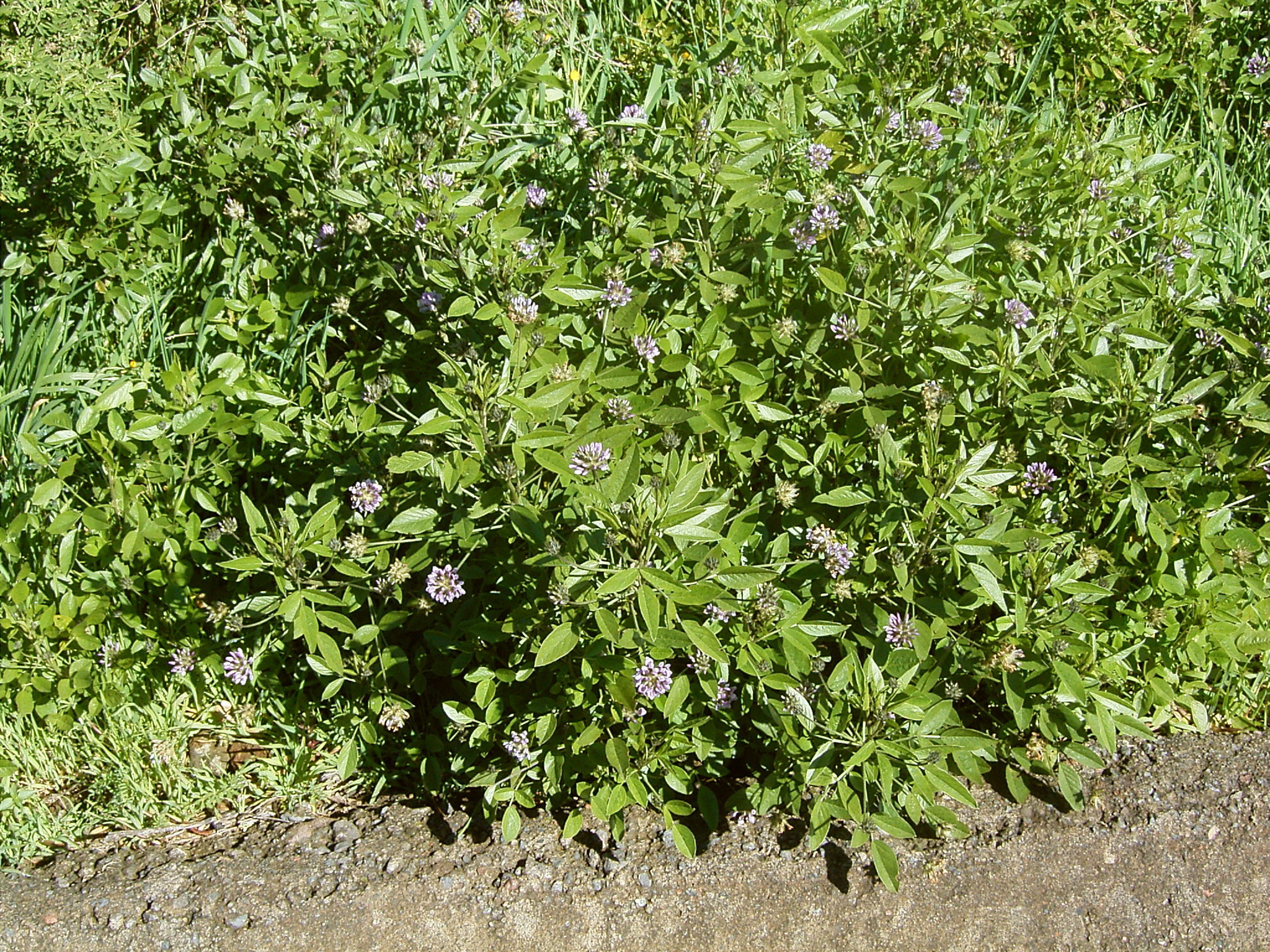
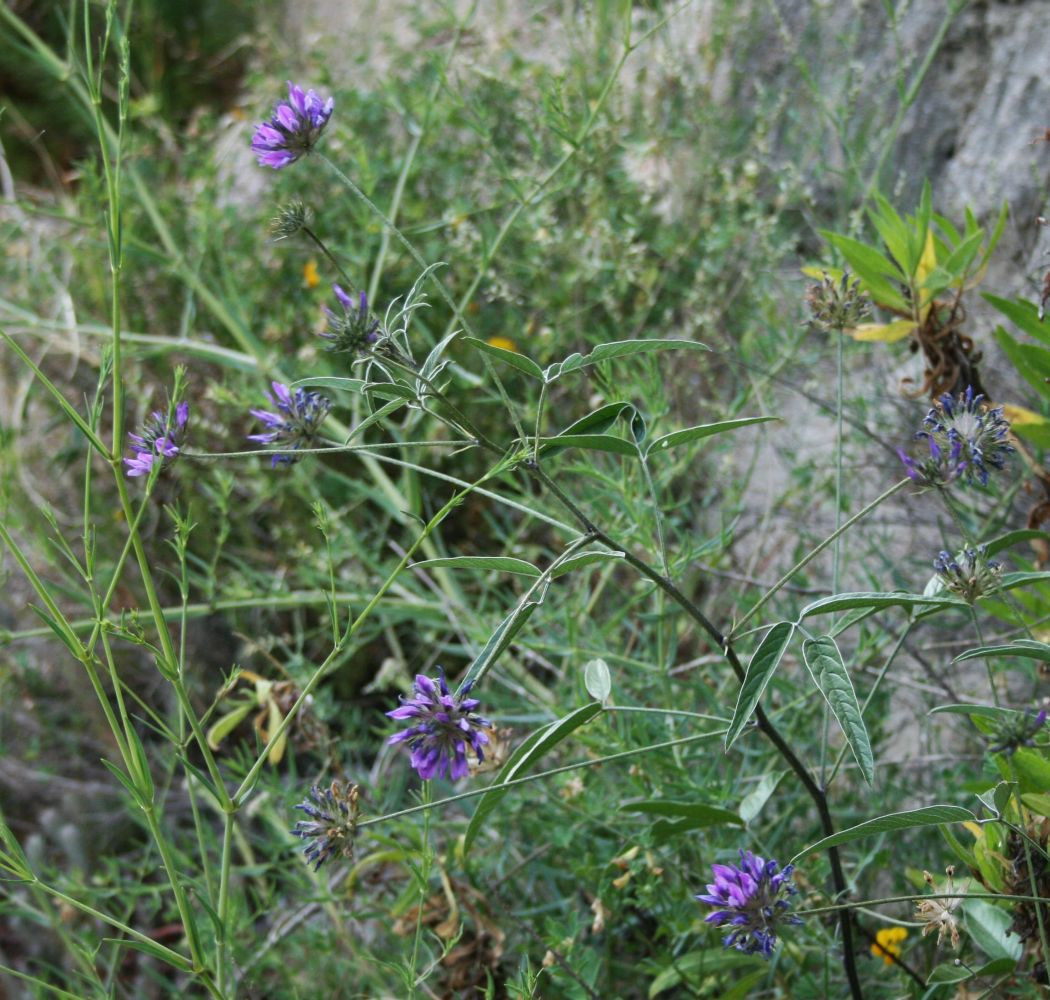
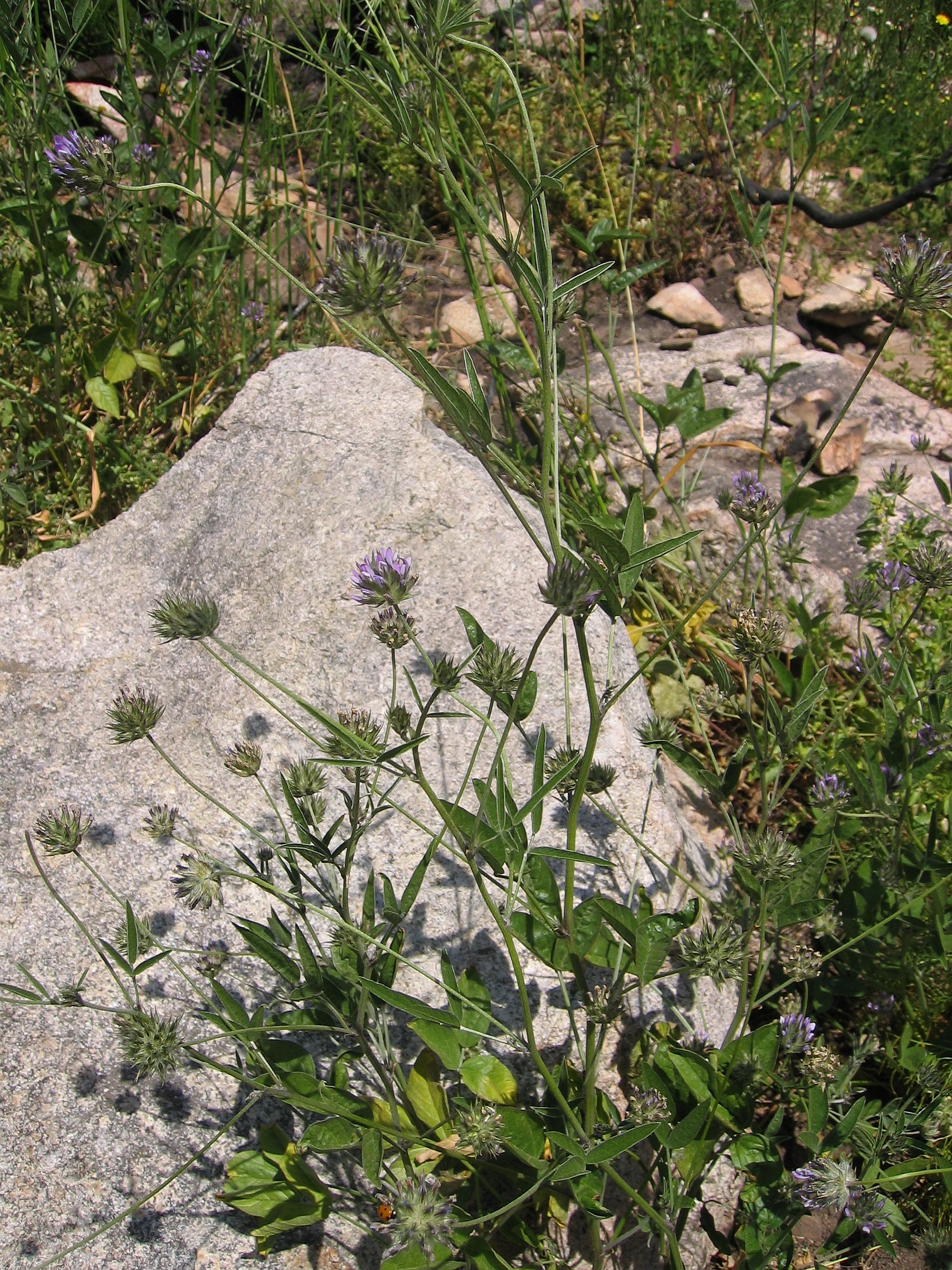
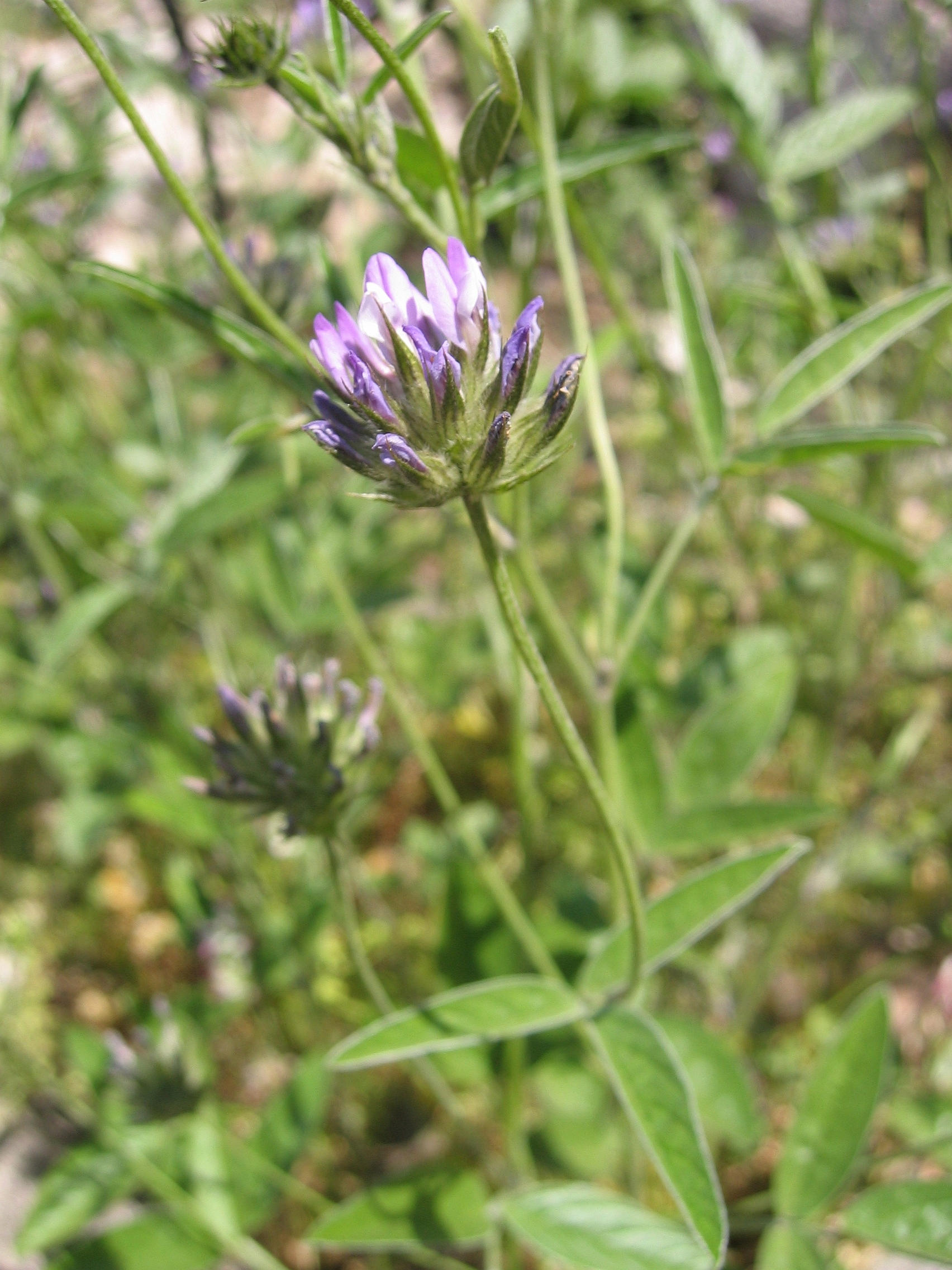
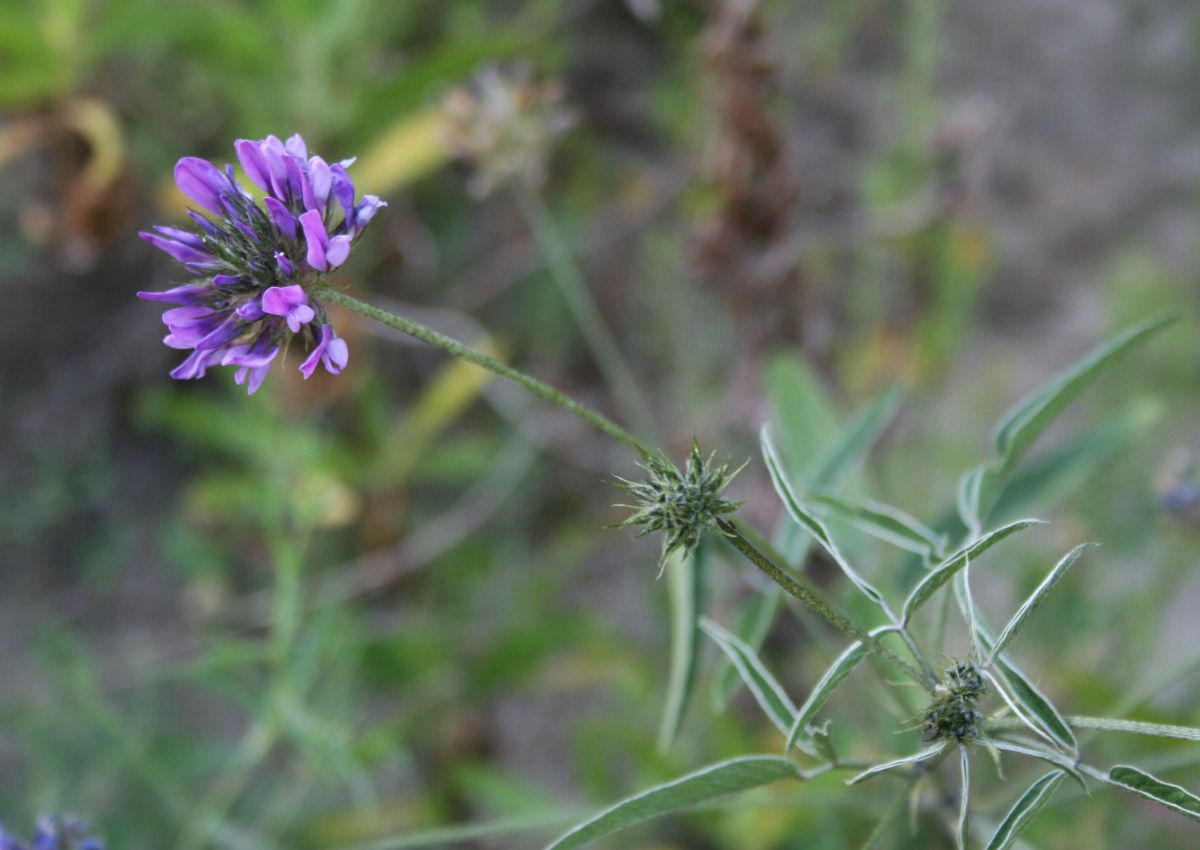
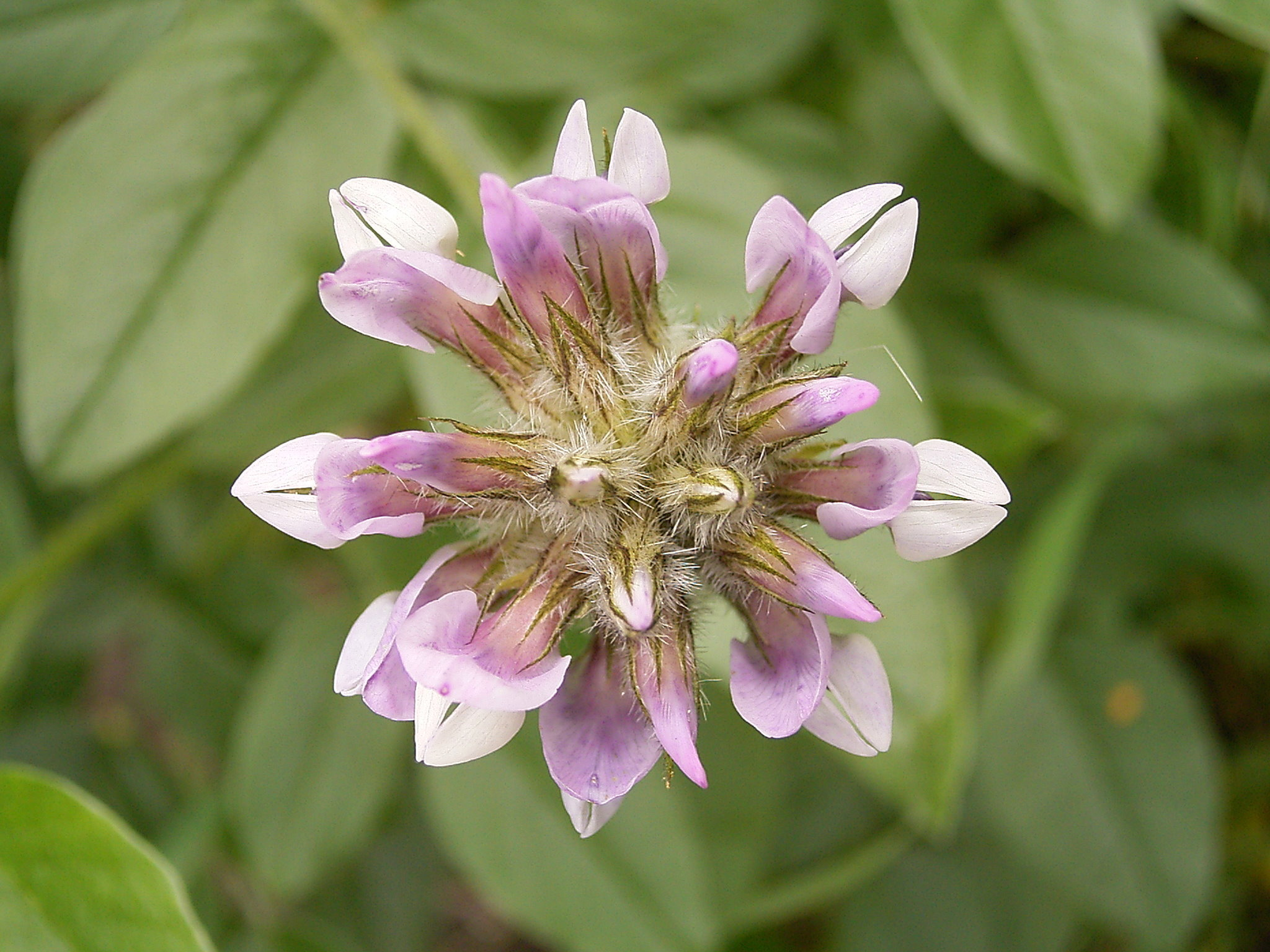
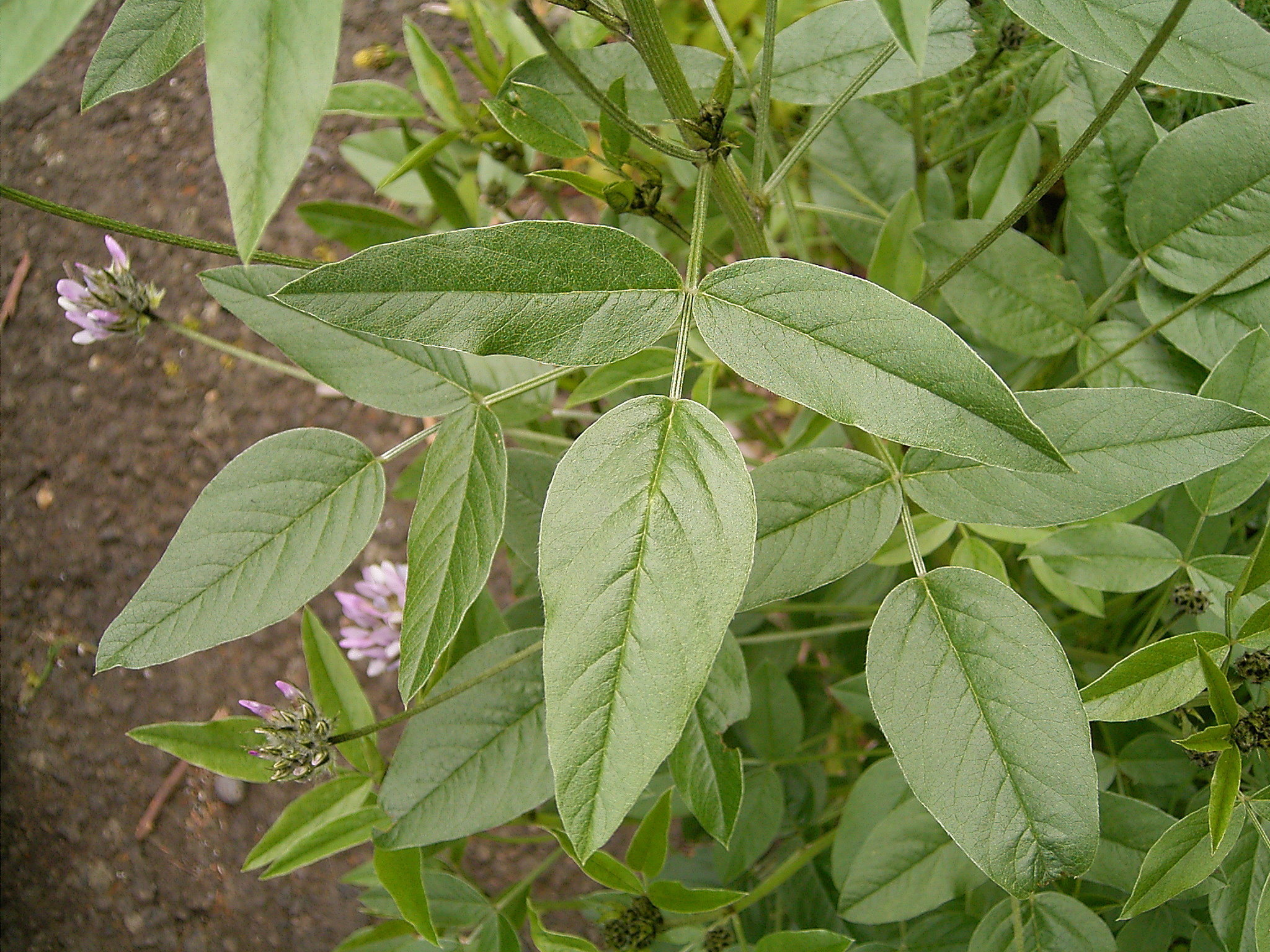
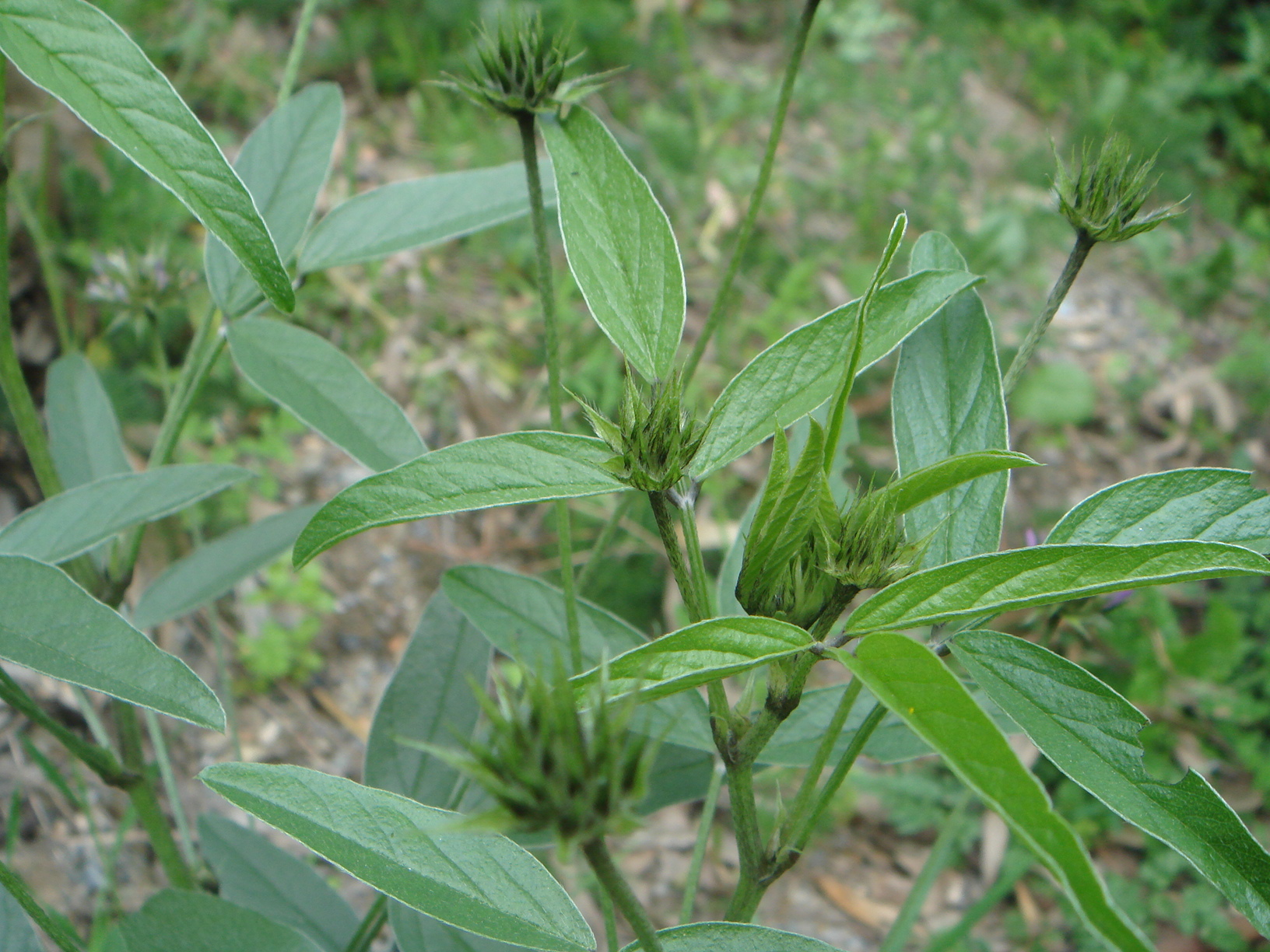
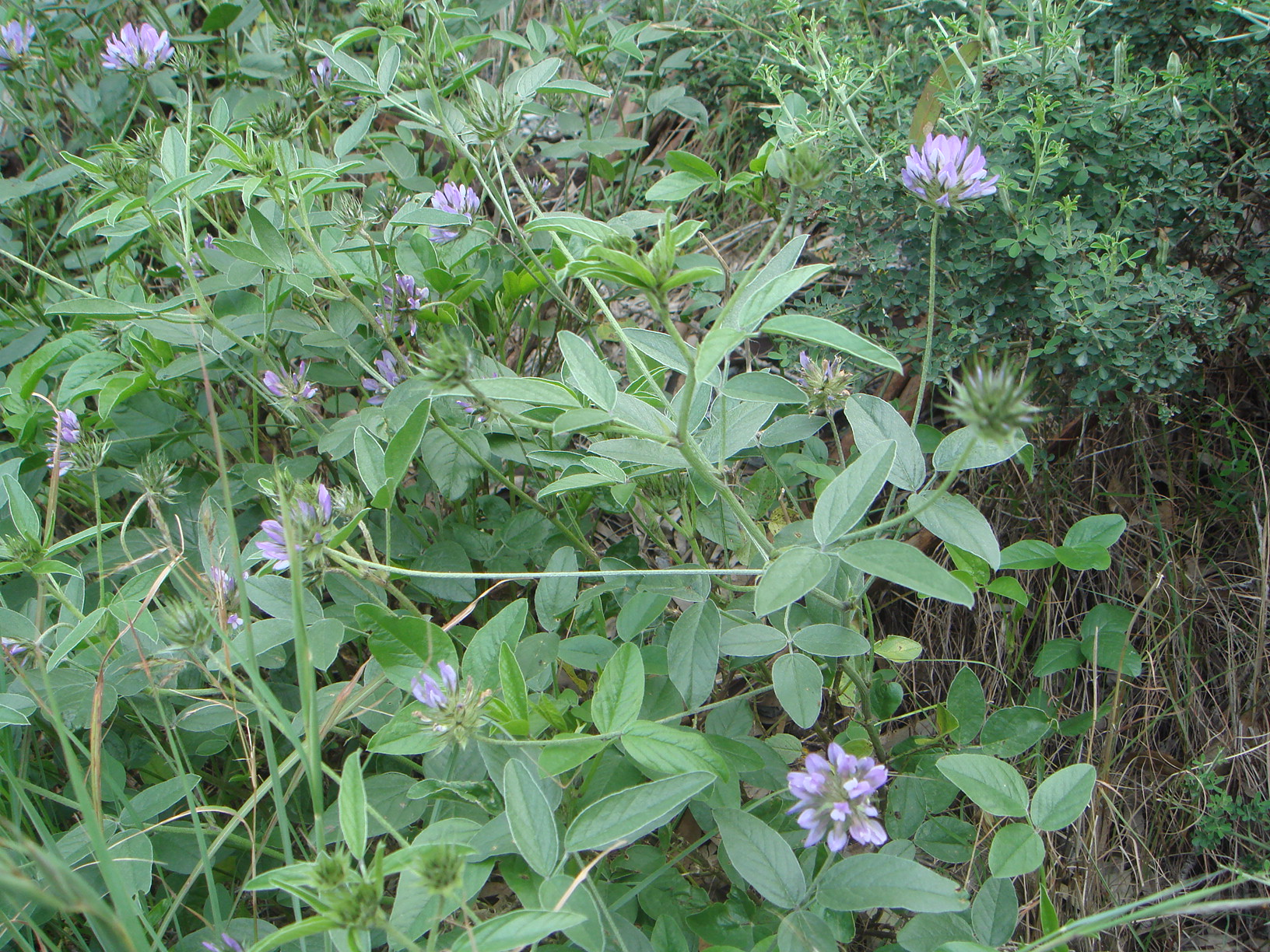
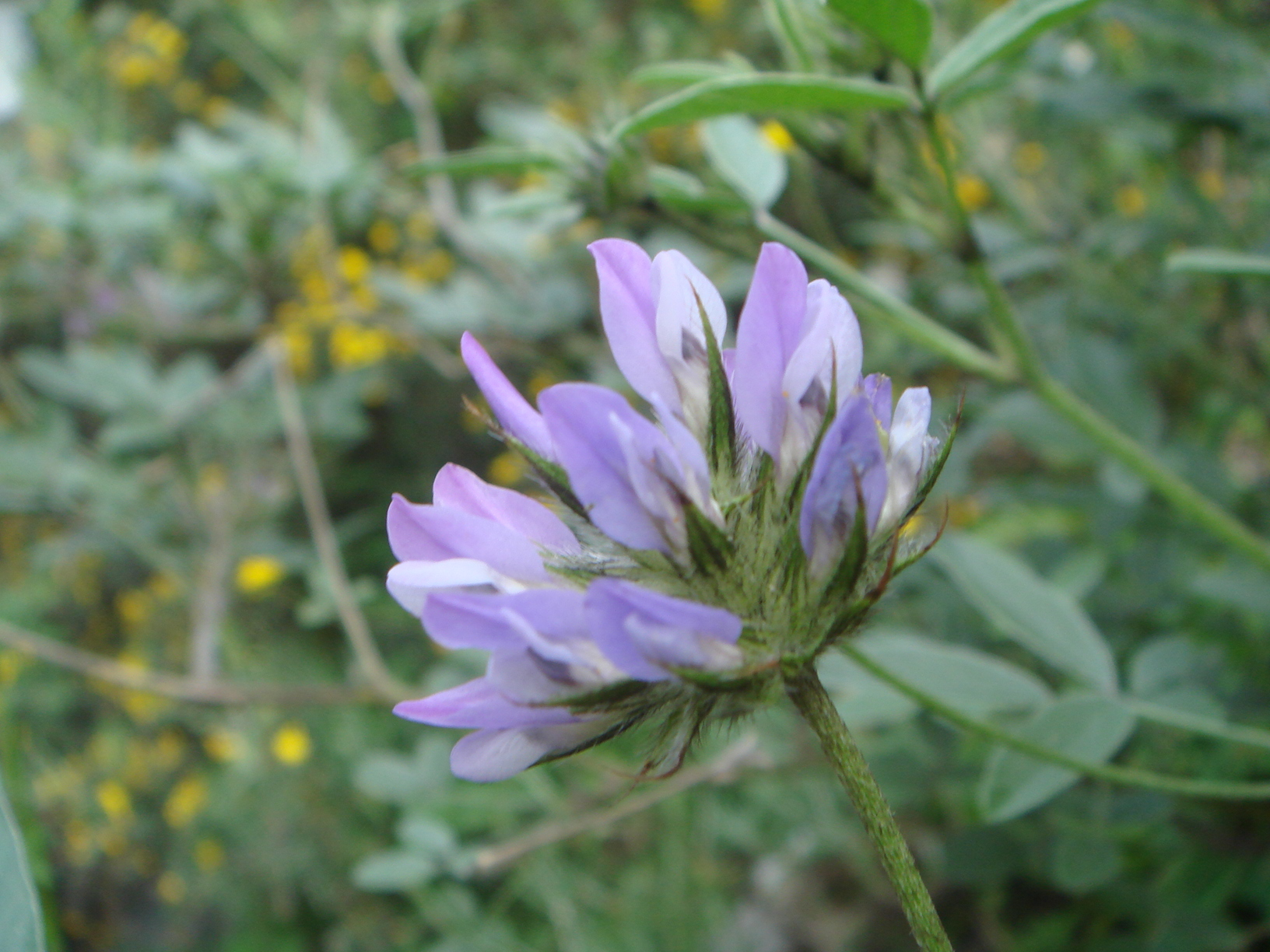
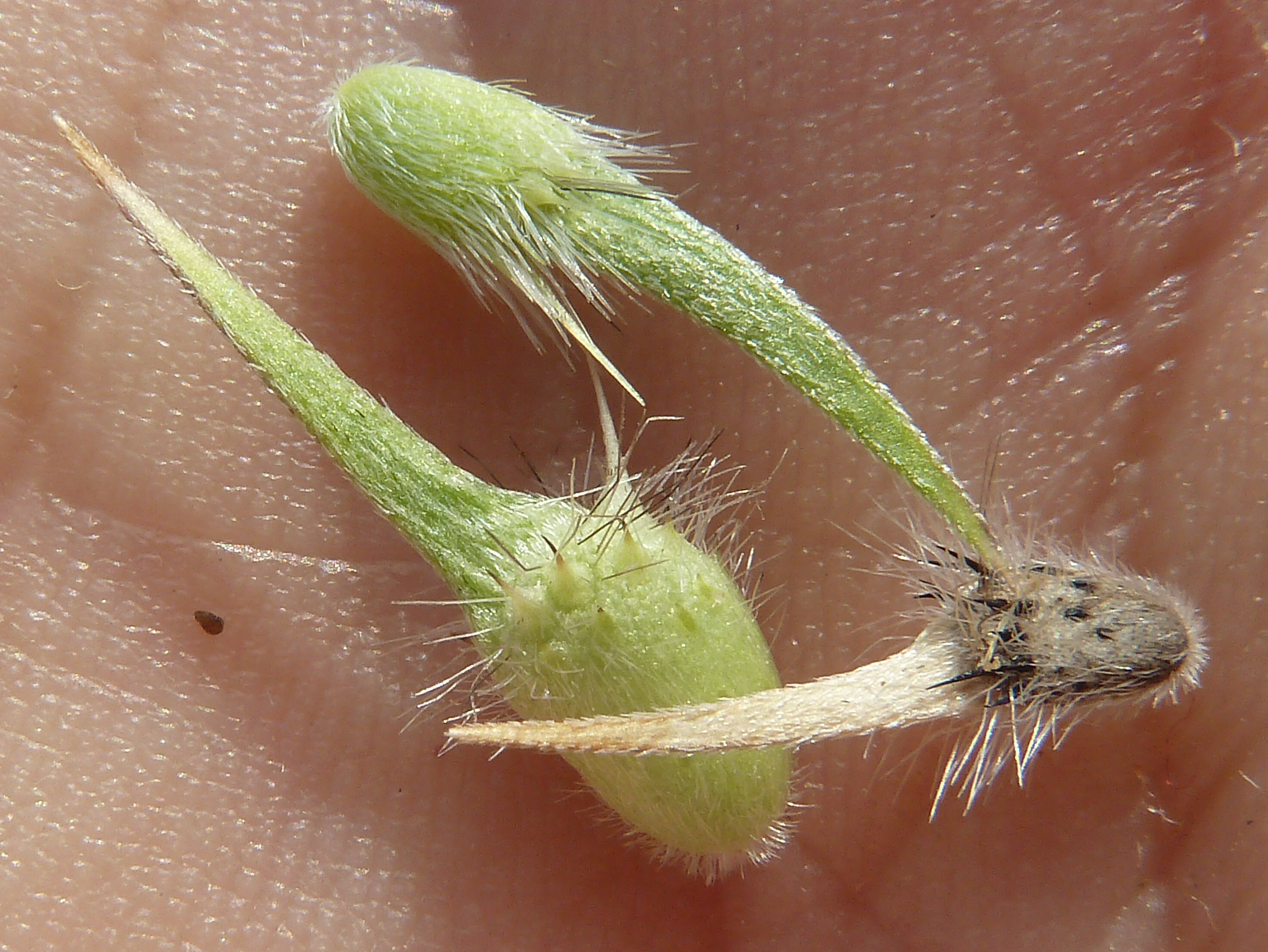
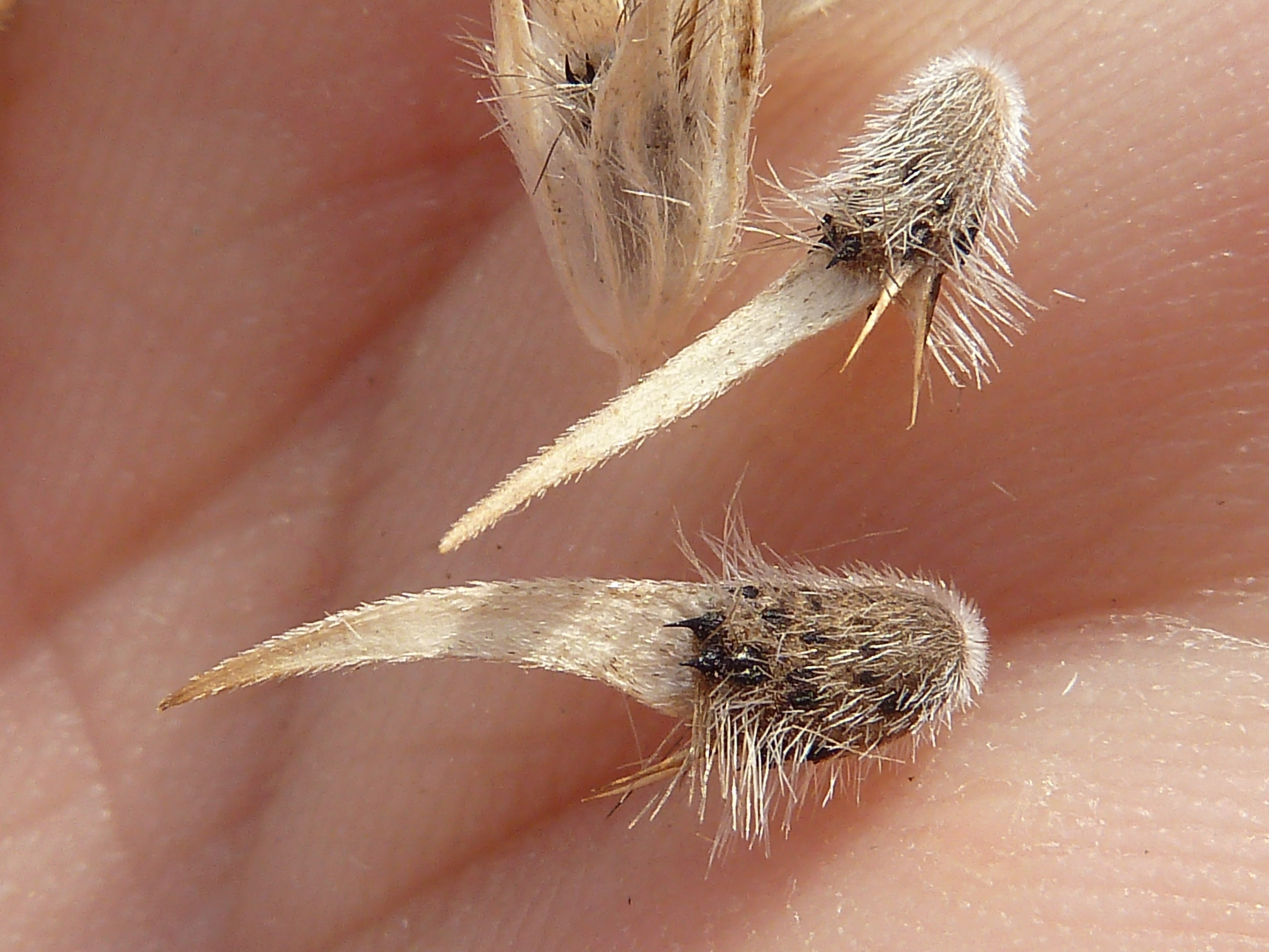